# Марокко (фильм)
«Марокко» (англ. Morocco) — американский художественный мелодраматический фильм режиссёра Джозефа фон Штернберга. Главные роли исполнили Марлен Дитрих, Гэри Купер и Адольф Менжу. Четыре номинации на премию «Оскар», в том числе за режиссуру Штернберга и актёрскую работу Дитрих. В 1992 году Марокко был выбран Библиотекой Конгресса США для сохранения в Национальном реестре фильмов США как "культурно, исторически или эстетически значимый".

## Сюжет

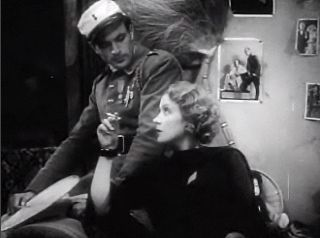

Эми Джоли (Марлен Дитрих) — главная героиня картины, выступает в местном варьете и покоряет всех своими великолепными номерами. Ла Бессьё (Адольф Менжу) — богатый и надёжный человек. Он быстро влюбляется в великолепную и экстравагантную Джоли. Ла Бессьё предлагает ей свою руку и сердце, но на одном из своих выступлений Эми Джоли знакомится с иностранным легионером Томом Брауном (Гэри Купер). Эми Джоли влюбляется в Тома и отвергает заманчивое предложение Ла Бессьё, закрыв глаза на все трудности своего выбора.

## В ролях
- Марлен Дитрих — мадемуазель Эми Джолли
- Гэри Купер — легионер Том Браун
- Адольф Менжу — господин Ла Бессьё
- Ева Южноу — мадам Цезарь
- Фрэнсис Макдональд — сержант
- Павел Порцези — Ло Тинто, владелец ночного клуба
- Ульрих Хаупт — адъютант Цезаря
- Элберт Конти — полковник Квинновьер
- Томас А. Каррен — покровитель ночного клуба
- Эмиль Шотар — французский генерал
- Михаил Визаров — полковник Александр Барратьер
- Джульетт Комптон — сторонница лагеря
- Тереза Харрис — сторонница лагеря

## Признание
Фильм был номинирован на четыре «Оскара» в категориях: «Лучшая актриса в ведущей роли» (Марлен Дитрих), «Лучший художник-постановщик», «Лучшая операторская работа» и «Лучший режиссёр» (Джозеф фон Штернберг).
В 1992 году фильм «Марокко» вошёл в состав Национального реестра фильмов Библиотеки Конгресса США, как «культурно, исторически или эстетически значимый».